# 仲村トオル
仲村 トオル（なかむら とおる、1965年〈昭和40年〉9月5日 - ）は、日本の俳優、タレント。本名は中村 亨（読み同じ）。株式会社KITTO所属。
『ビー・バップ・ハイスクール』（1985年）でデビュー。特技は乗馬、スキューバダイビング。

## 来歴
東京都大田区に生まれ、0歳から3歳まで大阪府寝屋川市で育ち、幼稚園に入る前に神奈川県川崎市に転居。小学校3年から千葉県流山市で育つ。専修大学松戸高等学校、専修大学文学部卒業。
専修大学文学部在学中の1985年に『ヤングマガジン』に連載されていた漫画『ビー・バップ・ハイスクール』の映画化に際し公募された主演オーディションに応募し合格。映画主演デビューでの芸能界入りを果たし、本作の演技により第10回日本アカデミー賞などの様々な映画賞で新人賞を受賞した（後述する#受賞欄を参照）。
1986年に『あぶない刑事』でドラマ初出演し、本作はシリーズ2作、SPドラマ1作、映画全8作という38年間に渡り制作される大ヒット作となった。『ビー・バップ・ハイスクール』シリーズ、刑事ドラマ『あぶない刑事』と人気となった作品に立て続けに、「トオル」役で出演したことで、広い世代に顔と名前が浸透し、人気を得た。1988年公開の映画『ラブ・ストーリーを君に』では主人公（後藤久美子）の元家庭教師（大学山岳部員）・明を演じた。
その後、2008年の『チーム・バチスタの栄光』（フジテレビ系）を始めとする『チーム・バチスタ』シリーズなど、多数のドラマ・CM・映画に出演。1990年代からは海外作品にも参加するようになり、2002年の韓国映画『ロスト・メモリーズ』で第39回大鐘賞（てじょんしょう）映画祭男優助演賞を受賞するなど高い評価を受ける。また、日本のODAを紹介するドキュメンタリー番組『仲村トオルの地球サポーター』の司会を担当した。

## 人物・エピソード
妻は女優の鷲尾いさ子。1992年、自身の主演するドラマ『俺たちルーキーコップ』で相手役を務め、その共演が交際と結婚のきっかけとなった。長女はモデルのミオ。

### 学生時代
東京のごく平均的なサラリーマン家庭の次男として育つ。大阪に引っ越した後、3歳で川崎に引っ越したが当時は関西弁を話していたため幼稚園では異端児扱いされ、小学校2年生まで同級生などとのコミュニケーションが苦手だった。小学3年生で千葉に引っ越した後、クラスメイトから誘われたドッジボールで活躍できたことをきっかけに、会話が上手くできるようになった。
当時はプロ野球選手になりたいと思い野球を練習していたが、中学2年生の頃に近隣校の打者の場外ホームランを目の当たりにして挫折。自信をなくしたことが影響して徐々に成績が下がり、3年生の頃に県立の志望校の受験に失敗。私立高校に進学したが、本人曰く「野球での挫折や受験失敗が尾を引いて、曇り空みたいな高校生活を過ごした」という。放課後は校庭で部活に熱中する同級生を見るのも嫌だったため、さっさと帰ってビルの清掃や運送会社の手伝いなどのアルバイトをした。
大学入学直後の4月に突然父親が倒れて2、3週間後に亡くなったが、悲しみの中いきなり中退して社会人になる自信がなかった。「いずれ中退するまでに就職に繋がる何かを早く探さないと」と考え、とにかくバイトしながら学生生活を送った。大学2年生の夏、書店で立ち読みした雑誌に「映画の出演者男性2人募集」との広告を見つけた。「映画会社に履歴書を出せば就職のコネができるかも」と気軽に応募したのが、映画『ビー・バップ・ハイスクール』の主役オーディションだった。

### 『ビー・バップ・ハイスクール』
当時原作漫画をよく知らないままオーディション会場に訪れると、参加者の多くは不良やヤンキーばかりだった。本人は「何か勘違いしていた」と場違いなことに気づいたが、意図せず主役キャラクター“中間徹”に選ばれた。この時、役名と本名が似ていたこともオーディション合格の一因となったことが、後に『ヤングマガジン』の編集者によって語られている。決定的となったのは、原作者のきうちかずひろが「自分がおもい描く“中間徹”にイメージがピッタリ」と言ったこと。後に本人は、「会場には本物のツッパリの人もたくさん来ていて、僕みたいな普通の大学生みたいなのがいると目線が怖かったですよ、帰りに因縁つけられそうになったり」とラジオ番組で語っている。
撮影前の1か月間、千葉の自宅から府中の高瀬道場に通い、人を殴ったように見える殴り方や受け身などのアクションの練習をした。初めての芝居で何度もテイクを重ねることもあったが、撮影現場が面白かったことから俳優業に憧れるようになった。
長年、ヒロシ役の清水宏次朗とは不仲であると言われていたが、2025年6月28日に『さよなら丸の内東映』の企画として「ビー・バップ・ハイスクール」が上映後、舞台挨拶に立った仲村が、司会者の質問に答える形で清水について語った。それによれば、すでに芸能の仕事をしていた清水は1歳年上の頼りになる先輩であり、映画撮影開始前、高瀬道場でのアクション稽古後に「腹が減りましたね」と話しかけた仲村に「そうめんでよかったらウチで食ってく？」と清水が自宅に誘い、そうめんを茹ででもらったというエピソードが披露された

### その他
- 憧れの俳優は松田優作。松田は仲村の所属事務所だったセントラル・アーツの先輩俳優であり、生前の松田本人も仲村を弟のようにかわいがっていた。松田が癌で他界した際も、仲村は遺体の前で「優作さん、起きてください!早すぎます!」と絶叫しながら泣き崩れたという[11][注 5][注 6]。
- 松田優作が1989年のアメリカ映画『ブラック・レイン』に出演したことが刺激となり、海外作品でもやってみたいという気持ちが芽生えた[7]。1994年に日米合作映画『刺青 BLUE TIGER』に主演し、以降1999年の香港映画『ジェネックス・コップ』、2002年の『ロスト・メモリーズ』、2003年の中仏合作映画『パープル・バタフライ』など海外作品にも意欲的に出演するようになった[7]。
- 『ビー・バップ・ハイスクール』、『もっとあぶない刑事』など各シリーズでは喫煙シーンが多数あったが、本物のタバコは苦手で演じるのに苦労したことがあった[12]。
- 『ビー・バップ・ハイスクール』の後、同作の那須博之監督とコンビを組んだ『新宿純愛物語』にも主演した。本人なりに頑張って撮影に臨んだが公開後の客の反応はイマイチだったものの、この敗北感はその後の役者人生の原動力となった[7]。
- 歌が苦手であることを自認している[13]。1986年には映画『ビー・バップ・ハイスクール 高校与太郎哀歌』の挿入歌『ビー・バップ・パラダイス』を歌うビー・バップ・少年少女合唱団のメンバーとしてレコードデビュー。1987年には映画『新宿純愛物語』で共演した一条寺美奈とデュエット曲、同年12月に映画『ビー・バップ・ハイスクール 高校与太郎狂騒曲』の主題歌『It's All Right』でソロデビューしている。『It's All Right』はオリコンシングルチャートで最高位3位を記録[14]。
- 『劔岳 点の記』の撮影時、「クレバスに落ちるシーンを自分でやらせてほしいとスタッフに懇願したというエピソードがある」と、多賀谷治が明かした[15]。

## 受賞歴
- 1987年
  - 第10回日本アカデミー賞 新人賞（『ビー・バップ・ハイスクール』）[16]
  - 第41回毎日映画コンクール スポニチグランプリ新人賞（『ビー・バップ・ハイスクール』）
  - 第8回ヨコハマ映画祭 最優秀新人賞（『ビー・バップ・ハイスクール』）
  - 第25回ゴールデン・アロー賞 新人賞（映画）
- 1988年 - エランドール賞 新人賞
- 2002年 - 第39回大鐘賞 助演男優賞（『ロスト・メモリーズ』、「韓国のアカデミー賞」とされる"大鐘賞"において韓国人以外の受賞は初である[7]）
- 2008年 - ベスト・ファーザー イエローリボン賞
- 2009年 - 第23回高崎映画祭 主演男優賞（『接吻』）

## 出演

### テレビドラマ
- あぶない刑事シリーズ（1986年 - 1998年、NTV） - 町田透（刑事）
  - あぶない刑事（1986年10月5日 - 1987年9月27日）
  - もっとあぶない刑事（1988年10月7日 - 1989年3月31日）
  - あぶない刑事フォーエヴァー TVスペシャル'98（1998年8月28日）
- なんて素敵にジャパネスク（1986年12月27日、NTV） - 鷹男の帝
- あきれた刑事「第1話 悪人志願」（1987年10月21日、NTV） - 本人 役
- 新春時代劇スペシャル（ANB）
  - 次郎長三国志東海道の暴れん坊（1988年1月3日） - 森の石松
  - 家光と彦左と一心太助〜天下の一大事〜(1989年1月3日） - 主演・一心太助 / 徳川家光（2役）
  - 新吾十番勝負（1990年1月3日） - むささびの源太
  - 戦国乱世の暴れん坊 齋藤道三 怒涛の天下取り（1991年1月3日） - 織田信長
- ゴリラ・警視庁捜査第8班第1話 - 第16話（1989年4月2日 - 9月、ANB） - 中田透（神奈川県警刑事）
- 勝手にしやがれヘイ!ブラザー（1989年10月13日 - 1990年3月23日、NTV） - 北村則規
- 戦艦大和（1990年8月10日、CX「終戦45年ドラマスペシャル」） - 乾少尉
- 夢帰行（1990年10月15日 - 19日、NHK総合「ドラマ指定席」） - 主演（W主演：麻生祐未）
- ママに別れのラブストーリーを（1992年、NTV「木曜ゴールデンドラマ」）
- 大河ドラマ（NHK）
  - 信長 KING OF ZIPANGU（1992年1月5日 - 12月13日） - 羽柴秀吉
  - 琉球の風（1993年1月10日 - 6月13日） - 羽柴秀吉
- 俺たちルーキーコップ（1992年4月14日 - 7月14日、TBS） - 主演・矢部良（刑事）
- 遥かなる八月の詩（1992年、GTV）
- 土曜ドラマ（NHK総合）
  - 私が愛したウルトラセブン（1993年2月13・20日、全2話） - 上原正三
  - 放送記者物語（1995年） - 石山史郎
- ゴールデンボーイズ - 1960笑売人ブルース（1993年、日本テレビ開局40周年記念番組） - 市川森一
- 郷土の偉人シリーズ「明治青春伝 〜孫文と宮崎四兄弟・アジアの自由と独立の旗の下に〜」（1993年11月3日、テレビ熊本開局25周年特別番組） - 宮崎八郎
- そのうち結婚する君へ（1994年1月15日 - 3月26日、NTV「土曜グランド劇場」） - 唐島信人
- 幕末高校生 最終話（1994年2月12日、CX「ボクたちのドラマシリーズ」） - 坂本竜馬 役
- 木曜劇場（CX）
  - 29歳のクリスマス（1994年10月20日 - 12月22日） - 木佐裕之
  - 眠れる森（1998年10月8日 - 12月24日） - 濱崎輝一郎
- 海鳴りやまず 八丈鬼火島（1995年4月4日、朝日放送創立45周年記念番組 時代小説大賞スペシャル） - 主演・斎藤守考
- 毎度おジャマしまぁす（1995年4月11日 - 6月27日、TBS） - 鶴田浩二
- ラスト・ラブ（1995年7月17日 - 8月10日、NHK総合「ドラマ新銀河」） - 主演・白石瞬平（W主演：葉月里緒奈）
- ない!〜鎌田敏夫・3つの恋の物語〜「眠れない!」（1996年1月5日、TBS、ドラマスペシャル’96） - 雅也
- 炎の消防隊 The Firefighters（1996年4月11日 - 6月20日、ANB） - 主演・結城武士（W主演：東幹久）
- ひと夏のプロポーズ（1996年7月5日 - 9月20日、TBS） - 青木芳昭
- 女優Ｘ 伊沢蘭奢の生涯（1996年12月27日、TBS） - 福原駿雄
- 薔薇の殺意〜虚無への供物（1997年1月26日 - 3月2日、NHK-BS2「BS日曜ドラマ」） - 氷沼蒼司
- 職員室（1997年7月4日 - 9月19日、TBS） - 津田雅史
- ラスト・イニング（1997年12月27日、NHK-BS2「特集ドラマ」） - 主演
- 火曜サスペンス劇場（NTV）
  - 夜間中学（1999年1月20日） - 主演・山崎登
  - 冬の駅（1999年3月2日） - 主演・唐木信夫
- けろりの道頓 秀吉と女を争った男	（1999年1月2日、CX/KTV） - 片桐且元
- 石光真清の生涯（1999年5月4日 - 7日（4日連続）、NHK-BS2、BSドラマスペシャル） - 主演・石光真清
- 金曜ドラマ（TBS）
  - 週末婚（1999年4月9日 - 7月2日） - 矢作航一
    - 週末婚スペシャル（1999年10月1日） - 同上

  - 恋を何年休んでますか（2001年10月19日 - 12月21日） - 小西涼平 役
    - 恋を何年休んでますかスペシャル（2002年10月4日） - 同上

  - フェルマーの料理（2023年10月20日 - 12月22日） - 渋谷克洋 役[17]
  - イグナイト -法の無法者-（2025年4月18日 - 6月27日） - 轟謙二郎 役[18]
- 櫂（1999年5月6日 - 5月20日、NHK-BS2「衛星ドラマ劇場」） - 富田岩伍 役[19]
- 氷の世界（1999年10月11日 - 12月20日、CX） - 烏城武史
- 春の夜の夢3連発SP 奇跡の大逆転!「罪は罪を呼ぶ」（2000年4月7日、TBS）
- つぐみへ…〜小さな命を忘れない〜（2000年7月6日 - 9月14日、ANB） - 主演・丘咲孝 役（W主演：鶴田真由）
- 桜桃(さくらんぼ)の実る谷〜中国・四川省〜（2000年8月19日 - 8月26日、NHK総合「土曜特集ドラマ」） - 主演・前田健也 役 ※日中共同制作ドラマ
- ほんとにあった怖い話スペシャルドラマ「十二日間の悪夢」（2000年8月25日、CX） ‐ 秋山勇二 役
- オヤジぃ。（2000年11月19日、TBS「東芝日曜劇場」） - 堤靖彦 役
- 藤沢周平の人情しぐれ町（2001年、NHK総合「時代劇ロマン」） ‐ 龍吉 役
- 愛と青春の宝塚 恋よりも生命よりも（2002年1月3日・4日、CX「正月特別ドラマ」） - 速水中尉 役
- ソナギ〜雨上がりの殺意（2002年11月1日、CX・MBC） - 大月征一郎 ※日韓合作
- 怪談百物語 第7話「ゴースト」（2002年11月19日、CX「スーパー時代劇」） ‐ 主演
- 木曜ドラマ（EX）
  - 眠れぬ夜を抱いて（2002年4月11日 - 6月27日、ANB） - 中河欧太 役
  - 松本清張 黒革の手帖（2004年10月14日 - 12月9日） - 安島富夫 役
    - 松本清張 黒革の手帖スペシャル〜白い闇（2005年7月2日、土曜ワイド劇場 特別企画） - 同上

  - 松本清張 けものみち（2006年1月12日 - 3月9日） - 久恒春樹 役
  - 四つの嘘（2008年7月10日 - 9月4日、ABC） - 河野圭史 役（友情出演）
- スーパーテレビ情報最前線特別版 よど号ハイジャック事件122時間の真実 (2002年9月23日、NTV） - 田宮高麿 役
- 秋刀魚の味（2003年1月3日、CX「新春ドラマスペシャル」） - 三浦豊 役
- 世にも奇妙な物語（CX）
  - 春の特別編 (2003年)「レンタル・ラブ」（2003年3月24日） - アンドロイド・タロウ 役
  - 2014年 秋の特別編「走る取的」（2014年10月18日） - 主演・信田 役
- こころ（2003年3月31日 - 9月27日、NHK「連続テレビ小説」） - 朝倉優作 役
- FNN27時間テレビ スペシャルドラマ「海のオルゴール」（2003年6月28日、CX）
- あした天気になあれ。（2003年10月11日 - 12月13日、NTV「土曜ドラマ」） - 徳村修治 役
- 離婚旅行（2003年10月13日、TBS「ドラマ特別企画」）
- ぶどうの木 〜里親と子供たちの愛の物語（2003年11月7日、CX「金曜エンタテイメント」） - 片桐直之 役
- 流転の王妃・最後の皇弟（2003年11月29・30日、EX開局45周年記念ドラマ） - 遠山久信 役
- ドラマW（WOWWOW）
  - 娘の結婚（2003年12月14日） - 杉山昌二 役
  - 長い長い殺人（2007年11月4日） - 河野康平 役[注 7]
  - 横山秀夫サスペンス・第一夜 18番ホール（2010年3月14日） - 主演・樫村浩介 役
- シェエラザード -海底に眠る永遠の愛-（2004年7月31日、NHK BS-hi） - 軽部純一 役
- 東京湾景 Destiny of Love（2004年7月5日 - 9月13日、CX） - 神谷文 役（友情出演）
- 救命病棟24時 第3シリーズ（2005年1月11日 - 3月22日、CX） - 寺泉隼人 役
- 土曜ワイド劇場（EX）
  - 悪魔のような女（2005年3月5日） - 若桜晴樹 役
  - 刑事殺しシリーズ（2007年 - 2009年、ABC） - 主演・野津崇 
    - 刑事殺し（2007年5月19日）
    - 刑事殺し2（2008年6月21日）
    - 刑事殺し完結編（2009年8月22日）

  - 棘の街 刑事・上條元（2011年6月18日、ABC） - 主演・上條元 役
  - アナザーフェイス〜刑事総務課・大友鉄〜シリーズ（ABC） - 主演・大友鉄 
    - アナザーフェイス〜刑事総務課・大友鉄〜（2012年5月26日）
    - アナザーフェイス〜刑事総務課・大友鉄〜2（2013年4月20日）

  - 弁護士 倉沢由法の事件ファイル（2017年1月21日、ABC） - 主演・倉沢由法 役
- 海猿 UMIZARU EVOLUTION（2005年7月5日 - 9月13日、CX） - 池澤真樹 役
- 倉本聰ドラマスペシャル 祇園囃子（2005年9月24日、EX） - バーテン 役
- 氷点（2006年11月25日・26日、EX） - 辻口啓造 役
- 日曜劇場（TBS）
  - 華麗なる一族（2007年1月14日 - 3月18日） - 美馬中 役
  - 日本沈没-希望のひと-（2021年10月10日 - 12月12日） - 東山栄一 役[20]
- 風の果て（2007年10月18日 - 12月6日、NHK総合「木曜時代劇」） - 杉山忠兵衛 役
- 金曜プレステージ（CX）
  - 花いくさ〜京都祇園伝説の芸妓・岩崎峰子〜（2007年） - 高宮誠一郎 役
  - 西村京太郎サスペンス 秋葉京介探偵事務所〜狙われた男〜（2012年9月14日） - 主演・秋葉京介 役
- シリーズ激動の昭和 3月10日東京大空襲 語られなかった33枚の真実（2008年3月10日、TBS「月曜ゴールデン」） - 主演・石川光陽 役
- チーム・バチスタシリーズ（KTV） - 主演・白鳥圭輔 役（W主演：伊藤淳史）
  - チーム・バチスタの栄光（2008年10月14日 - 12月23日）
  - チーム・バチスタの栄光SPECIAL〜新たな迷宮への招待〜（2009年9月15日）
  - チーム・バチスタ第2弾 ナイチンゲールの沈黙（2009年10月9日、「金曜プレステージ」）
  - チーム・バチスタ2 ジェネラル・ルージュの凱旋（2010年4月6日 - 6月22日）
  - チーム・バチスタSP2011〜さらばジェネラル!天才救命医は愛する人を救えるか〜（2011年1月2日）
  - チーム・バチスタ3 アリアドネの弾丸（2011年7月12日 - 9月20日）
  - チーム・バチスタ4 螺鈿迷宮（2014年1月7日 - 3月18日）
- 男装の麗人〜川島芳子の生涯〜（2008年12月6日、EX） - 甘粕正彦 役
- 連続ドラマW（WOWOW）
  - 空飛ぶタイヤ（2009年3月29日 - 4月26日） - 主演・赤松徳郎 役
  - 推定有罪（2012年） - 主演・加山清治 役
  - 殺人分析班シリーズ - 如月功 役
    - 石の繭 殺人分析班（2015年8月16日 - 9月13日）
    - 水晶の鼓動 殺人分析班（2016年11月13日 - 12月21日）
    - 蝶の力学 殺人分析班（2019年11月17日 - 12月22日）[21]

  - 孤高のメス（2019年1月13日 - 3月3日） - 実川剛 役
  - コールドケース3 〜真実の扉〜 第4話（2020年12月26日） - 高原浩 役
  - トッカイ 〜不良債権特別回収部〜（2021年1月17日 - 4月4日） - 仁科真喜生 役
  - 密告はうたう 警視庁監察ファイル（2021年8月22日 - 9月26日） - 能馬慶一郎 役
    - 密告はうたう2 警視庁監察ファイル（2024年8月11日 - 9月29日） - 同上[22][23]
- 東京DOGS 第9話・第10話（2009年12月14日・21日、CX） - 神野京介 役
- 刑事定年 第7話（2010年12月8日、BS朝日　BS朝日開局10周年記念連続ドラマ） - 野上刑事 役
- 母。わが子へ（2013年3月31日、MBS「春のドラマ特別企画」） - 主演・門間崇史 役（W主演：八千草薫）
- FLASHBACK（2014年12月19日 - 2015年2月16日、フジテレビNEXT） - 加々美教授 役
- 素敵な選TAXI 第2話（2014年10月21日、KTV） - 平野 役
- 怪奇恋愛作戦（2015年、TX「ドラマ24」） - 三階堂登 役
- クロハ〜機捜の女性捜査官〜（2015年2月22日、EX「日曜エンターテインメント」） - タカハシ 役
- 横山秀夫サスペンス 陰の季節（2016年4月18日、TBS「月曜名作劇場」） - 主演・二渡真治 役
  - 横山秀夫サスペンス 刑事の勲章（2016年4月25日） - 主演・同上
- 水曜ドラマ（日本テレビ）
  - 家売るオンナ（2016年7月13日 - 9月14日） - 屋代大 役[24]
    - 帰ってきた家売るオンナ（2017年5月26日、「金曜ロードSHOW! 特別ドラマ企画」） - 同上
    - 家売るオンナの逆襲（2019年1月9日 - 3月13日） - 同上
- 堂場瞬一サスペンス 検証捜査（2017年7月5日、テレビ東京） - 主演・神谷悟郎 役[25]
- ラストチャンス 再生請負人（2018年7月16日 - 9月3日、テレビ東京） - 主演・樫村徹夫 役[26]
- 開局55周年特別企画（テレビ東京）
  - Aではない君と（2018年9月21日） - 藤井智康 役[27]
  - 二つの祖国（2019年3月23日・24日） - 松井竹虎 役
- サイン-法医学者 柚木貴志の事件-（2019年7月11日 - 9月12日、テレビ朝日） - 伊達明義 役[28]
- ワケあって火星に住みました〜エラバレシ4ニン〜 第1話（2020年1月25日、WOWOW） - 鐘近宏樹 役
- BG〜身辺警護人〜（2020年6月18日 - 7月30日、テレビ朝日） - 劉光明 役[29]
- 月曜プレミア8（テレビ東京）
  - 横山秀夫サスペンス - 朽木泰正 役
    - 沈黙のアリバイ（2020年10月26日） - 主演[30]
    - モノクロームの反転（2020年11月9日）[30]
    - 第三の時効（2021年11月29日）
    - ペルソナの微笑（2023年1月23日）
- 日曜ドラマ（日本テレビ）
  - ネメシス（2021年4月11日 - 6月13日） - 美神始 役[31]
  - ブラッシュアップライフ 第5話（2023年2月5日） - 仲村トオル（本人） 役[32]
- 八月は夜のバッティングセンターで。（2021年7月8日 - 9月9日、テレビ東京「水ドラ25」） - 主演・伊藤智弘 役（W主演：関水渚）[33]
- 優しい音楽〜ティアーズ・イン・ヘヴン 天国のきみへ（2022年1月7日、テレビ東京「新春ドラマスペシャル」） - 鈴木雅志 役[34]
- 合理的にあり得ない〜探偵・上水流涼子の解明〜（2023年4月17日 - 6月26日、関西テレビ・フジテレビ） - 諫間慶介 役[35]
- Destiny（2024年4月9日 - 6月4日、テレビ朝日） - 野木浩一郎 役[36]
- 飯を喰らひて華と告ぐ（2024年7月9日 - 9月24日、TOKYO MX） - 主演[37][38]
- 団地のふたり 第3話（2024年9月15日、NHK BS・NHK BSP4K） - 春日部靖 役[39]
- 藤子・F・不二雄 SF短編ドラマ シーズン3「みどりの守り神」（2025年3月26日、NHK BSP4K）[40]

### 配信ドラマ
- 深夜食堂 -Tokyo Stories Season2-「チキンライス」（2019年10月31日、Netflix） - 赤井 役 [41]
- さらば、銃よ 警視庁特別銃装班（2023年4月14日 - 6月、Lemino） - 主演・真木宗一 役[42]
- 十角館の殺人（2024年3月22日配信（全5話）、Hulu） - 中村青司 役[43]

### 映画

#### 日本映画
- ビー・バップ・ハイスクールシリーズ（1985年 - 1988年、東映） - 主演・中間徹 役（W主演：清水宏次朗）
  - ビー・バップ・ハイスクール（1985年12月14日公開） ※デビュー作
  - ビー・バップ・ハイスクール 高校与太郎哀歌（1986年8月9日公開）
  - ビー・バップ・ハイスクール 高校与太郎行進曲（1987年3月21日公開）
  - ビー・バップ・ハイスクール 高校与太郎狂騒曲（1987年12月12日公開）
  - ビー・バップ・ハイスクール 高校与太郎音頭（1988年8月6日公開、単独主演）
  - ビー・バップ・ハイスクール 高校与太郎完結篇（1988年12月17日公開）
- 紳士同盟（1986年、東映） - 豊川淳 役
- シャコタン☆ブギ（1987年、東映） - 白いゴルフの男 役
- 新宿純愛物語（1987年7月4日公開、東映） - 主演・一条寺文磨 役
- あぶない刑事シリーズ（1987年 - 2016年、東映） - 町田透刑事 役
  - あぶない刑事（1987年12月12日公開）
  - またまたあぶない刑事（1988年7月2日公開）
  - もっともあぶない刑事（1989年4月22日公開）
  - あぶない刑事リターンズ（1996年9月14日公開）
  - あぶない刑事フォーエヴァー THE MOVIE（1998年9月12日公開）
  - まだまだあぶない刑事（2005年10月22日公開）
  - さらば あぶない刑事（2016年1月30日公開）
  - 帰ってきた あぶない刑事（2024年5月24日公開）[44]
- 悲しい色やねん（1988年、東映） - 主演・夕張トオル 役（W主演：髙嶋政宏）
- ラブ・ストーリーを君に（1988年3月5日公開、東映） - 主演・明 役（W主演：後藤久美子）
- 六本木バナナ・ボーイズ（1989年8月12日公開、東映） - 主演・夏目涼太郎 役（W主演：清水宏次朗）
- きんぴら（1990年、東映） - 主演・午忘零児 役
- 福沢諭吉（1991年、東映） - 篠原小十郎 役
- 赤と黒の熱情（1992年4月25日公開、東映） - 神津研作 役
- LEVEL（1994年） - 主演・豊田一成 役
- きけ、わだつみの声 Last Friends（1995年6月3日公開、東映） - 芥川雄三（少尉） 役
- 迅雷 組長の身代金（1996年6月22日公開、東映ビデオ） - 主演・友永彰一 役
- 暗殺の街 極道捜査線（1997年） - 主演・佐伯 役
- 花（2002年）
- Unloved（2002年） - 勝野英治 役
- 海猫（2004年） - 赤木広次 役
- ありがとう（2006年11月25日公開）
- 愛の流刑地（2007年） - 入江徹 役
- ワルボロ（2007年） - ヤクザの叔父さん 役
- 東京タワー オカンとボクと、時々、オトン（2007年） - ラジオ局のディレクター 役
- 青空のルーレット（2007年） - 織田昇 役
- 接吻（2008年3月） - 長谷川ユキヒデ
- 長い長い殺人（2008年5月31日） - 河野康平 役[注 7]
- K-20 怪人二十面相・伝（2008年） - 明智小五郎 役
- おっぱいバレー（2009年4月18日公開、東映） - 城和樹 役
- 劒岳 点の記（2009年6月20日公開、東映） - 小島烏水 役 ※第34回報知映画賞助演男優賞ノミネート
- わたし出すわ（2009年10月31日公開、アスミック・エース） - 溝口雅也 役
- 僕の初恋をキミに捧ぐ（2009年10月24日公開、東宝） - 種田孝仁 役
- さらば愛しの大統領（2010年11月6日公開） - ヒットマンジョー 役
- SOUL RED 松田優作（2009年11月6日） ※ドキュメンタリー映画
- 行きずりの街（2010年11月20日公開、東映） - 主演・波多野和郎 役
- 紙風船（2011年3月26日公開、東京芸術大学） - 主演・夫 役
- 北のカナリアたち（2012年11月3日公開、東映） - 阿部英輔 役
- 中学生円山（2013年5月18日公開、東宝） - 円山克之 役
- チーム・バチスタFINAL ケルベロスの肖像（2014年3月29日公開） - 主演・白鳥圭輔 役（W主演：伊藤淳史）
- 春を背負って（2014年6月14日公開、東宝） - 朝倉隆史 役
- の・ようなもの のようなもの（2016年1月16日公開、松竹） - 居酒屋の主人 役
- 64 -ロクヨン- 前編・後編（2016年5月7日、6月11日、東宝） - 二渡真治 役[45]
- 22年目の告白 -私が殺人犯です-（2017年6月10日公開、ワーナー ブラザース ジャパン） - 仙堂俊雄 役
- ヘンリ・ミトワ 禅と骨（2017年9月2日公開） - ナレーション ※ドキュメンタリー映画[46]
- 愛のまなざしを（2021年11月12日公開、 イオンエンターテイメント） - 主演・滝沢貴志 役[47][48]
- クモとサルの家族（2023年3月18日公開、リアルプロダクツ）[49]
- シン・仮面ライダー（2023年3月18日公開、東映） - 本郷猛の父 役[50]
- 海の沈黙（2024年11月22日公開、ハピネットファントム・スタジオ） - 清家 役[51]
- ブラック・ショーマン（2025年9月12日公開予定、東宝） - 神尾英一 役[52]

#### 配信映画
- 余命一年の僕が、余命半年の君と出会った話。（2024年6月27日、Netflix） - 早坂一樹 役[53]

#### 海外映画
複数国の合作映画を含む。
- 刺青 BLUE TIGER（1994年、日米合作） - 主演
- ジェネックス・コップ 特警新人類（1999年、香港映画） - 赤虎 役
- 東京攻略〜Tokyo Raiders〜（2000年、香港映画）
- ロスト・メモリーズ 2009 LOST MEMORIE（2002年2月公開（韓）、3月公開（日）、韓国映画） - 西郷将二郎 役
- パープル・バタフライ 紫蝴蝶（2003年11月12日公開、中国映画） - 主演・伊丹 役
- 青燕（朝鮮語版） 청연（2005年、韓国映画） - 徳田 役
- 少林少女（2008年4月、日香合作） - 大場雄一郎 役

### オリジナルビデオ
- 狙撃 THE SHOOTISTシリーズ 全4作（1989年 - 1994年、東映Vシネマ） - 主演・松下晃二 役
- NEW YORK UNDERCOVER COP ニューヨークUコップ（1993年、東映Vシネマ） - 主演
- 神様のい・う・と・お・り 3部作（1994年、明治生命オリジナルビデオ）

### 舞台
- ラブレターズ（1992年・1993年・2002年、PARCO劇場）
- 羅生門 〜女たちのまぼろし〜（2004年、日生劇場、演出：星田良子）
- ドライブイン カリフォルニア（2004年、本多劇場、作・演出：松尾スズキ）
- 偶然の音楽（2005年・2008年、世田谷パブリックシアター、演出：白井晃）- 主演・ジム・ナッシュ
- シリーズ われわれは、どこへいくのか2「マテリアル・ママ」（2006年、新国立劇場、作・演出：岩松了）- 主演
- Team申第2回公演「抜け穴の会議室」（2007年、赤坂レッドシアター、作・演出：前川知大）
- 奇ッ怪シリーズ（世田谷パブリックシアター）
  - 奇ッ怪 〜小泉八雲から聞いた話〜（2009年）
  - 現代能楽集VI 奇ッ怪其ノ弐（2011年）
  - 遠野物語・奇ッ怪 其ノ参（2016年） - 主演・ヤナギタ
- フロスト/ニクソン（2009年、天王洲 銀河劇場）
- 子どもとおとなのための◎読み聞かせ「お話の森」（2010年・2012年・2015年　世田谷パブリックシアター、監修：白井晃）（2013年 <池袋>あうるすぽっと）
- 黴菌（2010年、Bunkamuraシアターコクーン）
- 朗読劇「幻色江戸ごよみ」（2012年　PARCO劇場）
- ハンドダウンキッチン（2012年、PARCO劇場）
- NODA・MAP「エッグ」（2012年、東京芸術劇場）（2015年　東京芸術劇・<PARIS>国立シャイヨー劇場他）
- オセロ（2013年　世田谷パブリックシアター他、演出：白井晃） - 主演
- 夕空はれて 〜よくかきくうきゃく〜（2014年、青山円形劇場、ケラリーノ・サンドロヴィッチ）
- KERA MAP「グッド・バイ」（2015年、世田谷パブリックシアター） - 主演・田島周二 役[54]
- プレイヤー（2017年、演出：長塚圭史、作：前川知大）
- 終わりのない（2019年、監修：野村萬斎、作・演出：前川知大、世田谷パブリックシアター他） - シロウ／山鳥士郎 役
- リーディング･シアター「レイモンド・カーヴァーの世界」（2019年、翻訳：村上春樹、演出：谷賢一）
- ケムリ研究室 no.1「ベイジルタウンの女神」（2020年、世田谷パブリックシアター他） - 王様(マスト・キーロック)他 役
  - ケムリ研究室 no.2　砂の女（2021年、シアタートラム 他、ケラリーノ・サンドロヴィッチ）
- COCOON PRODUCTION 2022「広島ジャンゴ 2022」（2022年4月5日 - 30日、東京・Bunkamura シアターコクーン/5月6日 - 16日、大阪・森ノ宮ピロティホール） - 町長 役[55]
- りゅーとぴあ×世田谷パブリックシアター「住所まちがい」（2022年9月26日 - 10月9日、世田谷パブリックシアター他）[56]

### テレビアニメ
- 雪の女王（NHK総合） - ラギ 役 / 語り[57]
- メイシー（NHK教育） - ナレーション

### 吹き替え
- マンハッタンダイアリーズ（2007年1月5日 - 3月31日、GyaOインターネットドラマ） - トニー

### ゲームソフト
- ぼくのなつやすみ2 海の冒険篇 - 君野さん
  - ぼくのなつやすみポータブル2 ナゾナゾ姉妹と沈没船の秘密! - 君野さん
- えんぴつで奥の細道DS（ニンテンドーDSソフト） - 音読

### ラジオドラマ
- FMシアター「ぼがぁざん 〜戦艦大和の少女〜」（1993年、NHK-FM）
- ラジオ劇団『小さな奇跡』（2008年11月11日 - 12日、JFN系列） - 俺島 役
- DOCOMO シーソーメール〜SHE SAW MAIL〜 シーズン3（2010年、TOKYO FM） - 五本木健太郎 役
- おはなしの旅 (NHK-FM、NHKラジオ第2）
  - 銀河鉄道の夜（2009年）
  - ビルマの竪琴（2010年）
  - セロ弾きのゴーシュ（2011年）
  - 星の金貨（2011年）
  - 星の王子さま（2012年）
- 日曜あさいちばん 文学のしずく(NHK-FM）
  - ジキル博士とハイド氏（2011年）
  - 盗まれた手紙（2012年）
- 1995タイガース 情熱のトラ男（2022年 - 2023年、ZOWA（Podcast）） - 主演・鶴田泰幸 役

### 朗読CD
- 永遠に残したい日本の詩歌大全集３「中原中也詩集」（2012年、ポニーキャニオン）
- 平成28年度版 中学国語教科（2016年）
- オーディオブック 藤沢周平傑作選 「必死剣鳥刺し」（2016年、NHKサービスセンター）
- 令和3年度版 中学国語教科書 付帯CD 工藤直子、谷川俊太郎、作品ほか（2021年、光村図書）
- 令和6年度版 小学国語教科書 付帯CD やなせたかし、作品ほか（2024年、光村図書）

### ナレーション
※ドキュメンタリー番組やドラマ・アニメ・映画以外
- しぜんとあそぼ「かぶとむし」（NHK教育）
- 日本の轍（関西テレビ）
- ラグジー・ドライブ（2012年 - 2013年、BSフジ） - 語り
- 朝メシまで。（2024年4月10日、テレビ朝日） - 特別ナレーション

### ドキュメンタリー
レギュラー番組
- 仲村トオルの地球サポーター（2004年 - 2006年、テレビ東京） - 司会
- きらり夢ファイル（2004年 - 2010年、テレビ新潟） - 司会
- 飛行人（2008年 - 2009年、TBS） - 朗読
- アスリートの魂 （2011年 - 2017年、NHK総合） - ナレーション（不定期）
- 土曜名馬座（2017年10月7日 - 、テレビ東京） - 語り
- ザ・チーム　勝利への方程式（2018年、BS11） - 語り
  - ザ・チーム 勝ち負けの向こう側（2018年4月6日 - 2019年、BS11） - 語り

特番等
- 感動エクスプレス（フジテレビ）
  - 奥ヒマラヤ奮闘紀行（1994年）
  - ワイルド大陸人情紀行（1996年）
- TOSHIBAスペシャル「21世紀の夢・ヒトは伝える生命だ -未来の扉を開く旅-」（2000年3月5日、日本テレビ） - ナレーション
- 17歳・いちばん暑い夏（2000年、日本テレビ） - ナレーション
- 素敵な宇宙船地球号（2001年、テレビ朝日） - ナレーション
- 明日を夢見て 僕たちの生きるチカラ（2003年9月13日、フジテレビ） - ナレーション
- キヤノンスペシャル「天空の仮面 アマゾンに眠る古代ミステリー」（2003年9月20日、テレビ朝日）
- 海の森 マングローブ紀行（2006年、BSジャパン） - 語り
- ドキュメント にっぽんの現場「居場所はどこに コミュニティセンターの若者たち」（2006年、NHK総合） - 語り
- MLB2006 日本人メジャーリーガーの群像 「夢を追い続けて〜斎藤・大塚の一年〜」（2006年12月31日、NHK BS1） - ナレーション
- ドキュメント スポーツ大陸「サッカー日本代表」（2007年12月31日、NHK BS1） - ナレーション
- 民間放送教育協会 第4回子育てスペシャル『「ネグレクト」、それから〜一人じゃないよ！子育て支援ネット〜』（2008年1月5日、メ〜テレ） - ナレーション
- 秘境イリアンジャヤで新種の生物を追え! ダーウィンの進化論に隠された真実（2008年10月22日、テレビ東京） - ナレーション
- 未来への絆 日本ブラジル交流会（2008年、日本テレビ）
- トキめきの記憶 〜栄光の記録と感動の記憶〜 (2009年、テレビ新潟） - ナレーション
- 第36回 JALホノルルマラソン（2009年、TBS） - ナレーション
- NHKハイビジョン特集「伝説のボクサー カシアス内藤」（2010年、NHK衛生ハイビジョン） - 語り
- NHKスペシャル（NHK総合） - 語り
  - 世界ゲーム革命（2010年12月12日）
  - MEGAQUAKE 巨大地震Ⅱ（2012年）
  - ヒマラヤ8000m峰 全山登頂に望む（2012年）
  - 神の領域を走る パタゴニア極限レース141km（2016年10月2日）[58]
- 関西電力特別番組「夢と情熱があるところ」（2011年、FBC 福井放送）
- 金よう夜きらっと新潟「43歳 伴走ランナーの挑戦」（2012年、NHK新潟） - 語り
- ONE×TIME 建築の記憶（2012年4月8日、BS-TBS）
- 北九州×クロス「“映画王国”北九州」（2012年6月15日、NHK北九州） - 語り
- 仲村トオル・古田敦也が追う維新の・ぼーる（2012年10月27日、愛媛朝日テレビ） - ナビゲーター、ナレーション
- ヒーローたちの壮絶人生「24時間俳優だった〜松田優作と妻・美由紀の10年〜」（2012年11月15日、NHK BSP）
- 目撃!日本列島「特攻　歪められた戦果」（2015年、NHK総合） - 語り
- 明治日本の産業革命 世界遺産へ〜奇跡の近代化 受け継がれる志〜（2015年6月13日、TVQ九州放送制作、テレビ東京系列） - 案内人
- ファイトロード「カルチョ・ストーリコ in イタリア・フィレンツェ」（2023年10月14日、NHK BSP4K／BSP） - 語り

### ラジオ
- 仲村トオル 待たせてゴメン（1987年4月6日 - 1989年10月6日、ニッポン放送）
  - 「三宅裕司のヤングパラダイス」内では月曜 - 木曜放送（ネット局では月曜 - 金曜）、約10分の帯番組。資生堂提供（録音放送）。金曜日は映画で共演した古川勉が出演

### CM
- 森永製菓
  - 小枝
  - サンデーカップ
- 角川書店 「ザテレビジョン」
- 資生堂 「On-Air・On-Wave」
- 大関「凍結酒」（1988年）
- キヤノン
  - キャノファクス「ジェネシス」
  - オートボーイ（1989年）
- 明星食品 カップラーメン「夜食亭・生タイプ」（1992年）
- NEC 「VALUESTAR」（1996年）
- 花王 シャンプー「メリット」（2004年 - 2008年） ※妻・鷲尾いさ子と共演
- アップルオートネットワーク（2007年）
- JT　缶コーヒー「Roots」（2009年）
- 専修大学創立130周年事業「明日を語る。仲村トオルさん篇」（2009年）
- 大正製薬 「パブロンエースAX」（2009年 - ）
- 吉野家（2011年）「アニキ部長篇」
- アサヒフードアンドヘルスケア 「エビオス錠」（2013年 - ）
- ATEX 「TOR マッサージシート」（2015年）
- 三井ダイレクト損害保険（2016年）
- アルマード チェルラー ファルコ パーフェクトクリーム（2025年4月 - ） ※舘ひろしと共演[59]

## ディスコグラフィ
※ビー・バップ・少年少女合唱団は、「ビー・バップ・少年少女合唱団#ディスコグラフィ」を参照

### シングル
| 枚             | 発売日         | 面           | タイトル                       | 規格         | 規格品番     | 備考                                                   |
| ファンハウス   | ファンハウス   | ファンハウス | ファンハウス                   | ファンハウス | ファンハウス | ファンハウス                                           |
| -------------- | -------------- | ------------ | ------------------------------ | ------------ | ------------ | ------------------------------------------------------ |
| 1st            | 1987年6月5日   | A            | 新宿純愛物語                   | EP           | 07FA-1115    | 一条寺美奈とのデュエット。                             |
| 1st            | 1987年6月5日   | B            | 哀しみ無宿                     | EP           | 07FA-1115    |                                                        |
| 日本コロムビア |                |              |                                |              |              |                                                        |
| 2nd            | 1987年12月10日 | A            | It's All Right                 | 8cm CD       | 10CA-8005    | 「ビー・バップ・ハイスクール高校与太郎狂騒曲」主題歌。 |
| 2nd            | 1987年12月10日 | B            | Young Blood                    | 8cm CD       | 10CA-8005    |                                                        |
| ファンハウス   |                |              |                                |              |              |                                                        |
| 3rd            | 1988年6月1日   | 1            | 傷だらけのHAPPINESS            | 8cm CD       | 12FD-6002    | 1987年発売「新宿純愛物語」サウンドトラック収録曲。     |
| 3rd            | 1988年6月1日   | 2            | 新宿純愛物語                   | 8cm CD       | 12FD-6002    |                                                        |
| 3rd            | 1988年6月1日   | 3            | 哀しみ無宿                     | 8cm CD       | 12FD-6002    |                                                        |
| 4th            | 1992年5月25日  | 1            | ブラザーズ・ソング             | 8cm CD       | FHDF-1173    | 松田優作のカバー。「俺たちルーキーコップ」主題歌。     |
| 4th            | 1992年5月25日  | 2            | ベースボール・ロックン・ロール | 8cm CD       | FHDF-1173    |                                                        |
| 4th            | 1992年5月25日  | 1            | ブラザーズ・ソング（カラオケ） | 8cm CD       | FHDF-1173    |                                                        |

### アルバム
| 枚           | 発売日       | タイトル | 規格         | 規格品番     |
| ファンハウス | ファンハウス | ファンハウス | ファンハウス | ファンハウス |
| ------------ | ------------ | --- | ------------ | ------------ |
| 1st          | 1992年7月1日 | ノンフィクション 1. ブラザーズ・ソング 2. BASEBALL ROCK'N ROLL 3. TOMORROW 4. シンス'65 5. 5分だけ 6. ありふれた言葉 7. 19NIGHT 8. 俺たちの明日に 9. ノン・フィクション | CD           | FHCF-2010    |

#### その他
- 新宿純愛物語オリジナル・サウンドトラック（1987年6月21日、LP:28FB-2099、CT:28FC-2099）
- ビー・バップ・ハイスクール 〜高校与太郎行進曲〜（CD:32XL205）
- ビー・バップ・ハイスクール 〜高校与太郎狂騒曲〜（CD:33CA2120）
- RUNNING SHOT 柴田恭兵 feat.T.NAKAMURA,SENRI KAWAGUCHI & SHIGEO NAKA（2015年12月「さらばあぶない刑事オリジナルサウンドトラック」収録、BVCL-689）

## 写真集
- 要注意写真編 トオルがトオル（1986年8月1日、東映株式会社）
- 新宿純愛物語（1987年7月20日、講談社・スコラ）
- 悲しい色やねん（1988年）
- BLUE SPRING BLUE